# Vincenzo Albanese
Vincenzo Albanese (Oliveto Citra, 12 de noviembre de 1996) es un ciclista profesional italiano que compite con el equipo EF Education-EasyPost.

## Palmarés
2016
- Trofeo Edil C
- Gran Premio della Liberazione
- 1 etapa del Oberösterreichrundfahrt
- Trofeo Matteotti
- 1 etapa del Tour del Porvenir[1]
- Ruota d'Oro

2022
- 1 etapa del Tour de Limousin

2025
- 1 etapa de la Vuelta a Suiza

## Resultados en Grandes Vueltas
| Carrera | Carrera         | 2017 | 2018 | 2019 | 2020 | 2021 | 2022 | 2023 | 2024 | 2025  |
| ------- | --------------- | ---- | ---- | ---- | ---- | ---- | ---- | ---- | ---- | ----- |
|         | Giro de Italia  | Ab.  | —    | —    | —    | 75.º | 68.º | 70.º | —    | —     |
|         | Tour de Francia | —    | —    | —    | —    | —    | —    | —    | —    | 114.º |
|         | Vuelta a España | —    | —    | —    | —    | —    | —    | —    | —    | —     |

—: no participa
Ab.: abandono